# Bolyai János alkotói díj
A Bolyai János alkotói díj (röviden: Bolyai-díj) civil kezdeményezésre létrehozott, két-három évente kiosztott alapítványi elismerés. Az alapító okiratban foglaltak alapján a tudományterülethez nem köthető díj olyan magyar állampolgárságú vagy magyar származású személynek adományozható, aki nemzetközi szinten is kimagasló eredményt ért el a tudományos kutatás, fejlesztés, utánpótlás-nevelés területén, valamint ezek eredményeinek a társadalmi-gazdasági életben való hasznosítása terén.
A Bolyai János matematikusról elnevezett díjat független díjbizottság ítéli oda, amelynek elnöke a mindenkori köztársasági elnök, további 14 tagja pedig a magyar tudományos élet kiemelkedő, elismert személyisége. A tagok felét a Magyar Tudományos Akadémia elnöke, másik felét a Bolyai-díj Alapítvány alapítói delegálják.
A díjjal 2009-ig 50 ezer eurónak megfelelő adómentes forintösszeg járt, 2009-ben 100 ezer euróra emelték az összeget.
A díj alapítását 1997. november 3-án, a Magyar Tudomány Napja első ünnepén jelentették be, magánszemélyek (Somody Imre, a veresegyházi Pharmavit Rt. vezérigazgatója és felesége, Somody Imréné, valamint Karsai Béla, a székesfehérvári Karsai Holding Rt. vezérigazgatója, illetve Lantos Csaba az OTP korábbi vezérigazgató-helyettese) kezdeményezésére. A díj ismertetője szerint „A díjalapítók vallják: a XXI. század küszöbén a tudomány és tudósok nélkül nincs gazdaságilag, társadalmilag versenyképes Magyarország. Az alapítvány létrehozóinak meggyőződése, hogy értékrendjükben, társadalmi elismertségben méltó helyére kell emelnünk a tudást, a tudományt és a tudóst.”
A díjalap megteremtése és kezelése érdekében 1998 májusában létrehozták a Bolyai-díj Alapítványt, amelyhez 2001-ben csatlakozott Alexander Brody író és reklámszakember, valamint Várkonyi Attila kockázatitőke-befektető.
A bizottság működési rendjét a mindenkori díjbizottság maga alakítja ki. A tagok bárkitől kérhetnek vagy fogadhatnak javaslatot a díjazottak személyére.

## Díjazottak
| Év   | Név                    | Foglalkozás                                                              | Megj.       |
| ---- | ---------------------- | ------------------------------------------------------------------------ | ----------- |
| 2000 | Freund Tamás           | neurobiológus, egyetemi tanár                                            | [ 1 ]       |
| 2002 | Roska Tamás            | villamosmérnök, informatikus, egyetemi tanár                             | [ 2 ]       |
| 2004 | Bor Zsolt              | lézerfizikus, egyetemi tanár                                             | [ 3 ]       |
| 2007 | Lovász László          | matematikus, egyetemi tanár                                              | [ 4 ] [ 5 ] |
| 2009 | Ritoók Zsigmond        | klasszika-filológus, egyetemi tanár                                      | [ 6 ]       |
| 2011 | Perczel András         | kémikus, biokémikus, egyetemi tanár                                      | [ 7 ] [ 8 ] |
| 2013 | Nusser Zoltán          | állatorvos, biológus, neurobiológus                                      | [ 9 ]       |
| 2015 | Pál Csaba              | biológus, az MTA Szegedi Biológiai Kutatóközpont tudományos főmunkatársa | [ 10 ]      |
| 2017 | É. Kiss Katalin        | nyelvész, a generatív nyelvelméletek és a magyar nyelvészet kutatója     | [ 11 ]      |
| 2019 | Barabási Albert László | fizikus, hálózatkutató                                                   | [ 12 ]      |
| 2021 | Karikó Katalin         | kutatóbiológus                                                           | [ 13 ]      |
| 2023 | Stépán Gábor           | gépészmérnök, egyetemi tanár                                             | [ 14 ]      |
| 2025 | Stipsicz András        | matematikus                                                              | [ 15 ]      |